# Hermandad Sacramental de Viñeros (Málaga)
La Hermandad Sacramental de Viñeros, cuya denominación oficial es Muy Ilustre, Antigua y Venerable Hermandad Sacramental de Nuestro Padre Jesús Nazareno de Viñeros, Nuestra Señora del Traspaso y Soledad de Viñeros y San Lorenzo Mártir, es una hermandad de Málaga (España), miembro de la Agrupación de Cofradías, que participa en la Semana Santa malagueña.

## Historia
El 19 de marzo de 1615, los viñeros de Málaga constituyeron una cofradía que unió bajo un mismo título a la corporación gremial y a la religiosa. Por un privilegio de Pio VI, el Nazareno de Viñeros porta en su mano derecha, durante la procesión del Jueves Santo, la llave del Sagrario. La hermandad se reorganizó en 1947, y su primera salida la realizó en 1949. En 1962, se llevó a cabo la fusión de la cofradía del Cristo con la de la Virgen, siendo su sede la desaparecida iglesia de la Merced (destruida en 1931), se trasladaron a la iglesia conventual de las Catalinas. Posteriormente construyendo en la plaza de Biedmas (en la actualidad de Viñeros) su casa-hermandad. Ha tenido el privilegio de ser la única cofradía malagueña hasta 1988, que ha podido realizar Estación de Penitencia en la Catedral y hacer Estación de Penitencia ante S.D.M. como hermandad sacramental que es. 

## Iconografía

### Nuestro Padre Jesús Nazareno de Viñeros
La imagen de Nuestro Padre Jesús Nazareno de Viñeros representa a Jesús en el momento de ser cargado con la cruz sobre el hombro izquierdo en actitud de caminar como se aprecia en la postura de los pies, donde el talón izquierdo esta elevado de forma valiente, poniendo de manifiesto el gran esfuerzo que se distribuye por toda la anatomía.
Esta talla es la tercera que recibe la advocación de Nazareno de Viñeros, siendo la primera, de autor anónimo, la existente en la fundación de la Hermandad en 1615, y que fue tristemente destruida en la quema de conventos de 1931, en la que ardió nuestra sede en aquel entonces, la desaparecida Iglesia de la Merced.
Más tarde se encargó una segunda talla al imaginero malagueño Adrián Risueño, la cual procesionó desde la reorganización de la Hermandad, saliendo por vez primera en 1949, hasta el año 1975, en el que fue sustituida debido a distintos daños estructurales sufridos. El busto de dicha talla recibe aún culto interno en las dependencias de la corporación.

### Nuestra Señora del Traspaso y Soledad de Viñeros
Por su parte, la iconografía de Nuestra Señora del Traspaso y Soledad de Viñeros representa el pasaje del Nuevo Testamento en el que se relata el momento en que María y José llevan a Jesús al Templo para su presentación. En ese instante el profeta Simeón se dirige a la Virgen diciéndole: «Y a ti misma te digo que una espada de dolor atravesará tu alma». Simboliza así esta advocación el dolor del corazón traspasado y la soledad de María.
Esta talla es también la tercera que recibe esta advocación, siendo la primera, de autor anónimo y del siglo XVII, también destruida en la quema de conventos de 1931 en la Iglesia de la Merced.
Posteriormente se encargó una segunda talla a los talleres Caderot de Madrid, la cual recibió culto interno hasta el año 1962, en el cual la Hermandad de Nuestra Señora del Traspaso y Soledad se fusionó con la del Nazareno de Viñeros, dando lugar a la corporación como la conocemos hoy día, y procesionando dicha talla hasta 1969, cuando fue sustituida por la imagen actual. Esta talla anterior recibe culto actualmente en los columbarios de la sede canónica.

### San Lorenzo Mártir
El 22 de enero de 1967 la Hermandad se acogió al celestial patronazgo de San Lorenzo Mártir al que toma, también, como Titular, adhiriéndose los viticultores y vinicultores de Málaga y Provincia.
Es por ello, que desde dicha fecha, se celebra en su honor Solemne Función Religiosa cada 10 de agosto.
San Lorenzo fue diácono del papa San Sixto, asesinado por el emperador Valerio junto a cuatro diáconos de Roma, y días posteriores fue martirizado y asesinado este titular, corría el año 257.
En el mes de julio del año 2022, el Cabildo de Hermanos aprueba el encargo de una nueva imagen de San Lorenzo Mártir al imaginero malagueño Juan Vega Ortega, siendo esta de tamaño natural y de vestir. Dicha talla ve la luz y es bendecida el 8 de junio de 2023, Solemnidad del Corpus Christi, en la Iglesia de la Aurora y Divina Providencia.
[Información recopilada de la web de la Hermandad]

## Imágenes
- El Cristo obra de Francisco Buiza Fernández (1975).[3]
- La imagen de la Virgen obra del mismo autor (1969).
- San Lorenzo Mártir, obra de Juan Vega Ortega (2023).

## Tronos
Cristo: Trono de los denominados de 'carrete'. Basado en el anterior diseño de Cristóbal Velasco Cobos, se reconstruye tras el incidente sufrido en un traslado desde la Casa Hermandad de Mena. Talla de Francisco Pineda y Gonzalo Merencio, recibe el dorado en Manolo y Antonio Doradores. Se estrena en 2012 y queda completado con los faroles en orfebrería de Adán Jaime, en 2013, y con el ángel custodio de José María Ruiz Montes, en 2014.
Correonistas: 148
Virgen: Es de madera de cedro tallada y sobredorada, diseño de Eloy Téllez Carrión en 2004. La talla es de Francisco Pineda y el dorado de Manolo y Antonio Doradores. Se ejecutó entre 2005 y 2010 con imaginería de Juan Manuel García Palomo e Israel Cornejo, contando con Cristóbal Martos para la orfebrería.
Correonistas: 140

## Sede
|                                                                         |
| Iglesia Conventual de la Aurora y Divina Providencia (1950 - presente). |

|                                                           |
| Iglesia de los Santos Mártires (Provisional, 2019 - 2020) |

|                                                                   |
| Oratorio de Santa María Reina y Madre (Provisional, 2020 - 2022). |

## Marchas dedicadas
Banda de Música:
- Jesús de Viñeros, Rafael Hernández Moreno (1985)
- Traspaso y Soledad de Viñeros, Antonio Jurado Pérez (1995)
- Atardecer Viñero, Miguel Ángel Díaz (1997)
- Pater Meus, Antonio Guerra Montoya (1997)
- Sacramental de Viñeros, Miguel Pérez Díaz (1997)
- Soledad Dominica, Francisco Cano Ruíz (2007)
- Señora de Viñeros, Manuel Puyó Visauta (2008)
- En tu Soledad, José de la Vega Sánchez (2009)
- Primer Dolor, la Profecía de Simeón, Francisco Javier Criado Jiménez (2015)
- Viñeros, José Ramón Valiño Cabrerizo (2015)
- Sancta Dei Genitrix, José Manuel Valderas García (2017)

Agrupación Musical:
- Señor de Carretería, Salvador Quero (2007)
- Nostalgia de un Jueves Santo, Salvador Quero (2009)
- La Mirada de Jesús, José Bazalo (2018)
- Divina Providencia, José Bazalo (2023)
- Acógelo en tu Reino, Señor, José Daniel Vela (2023)
- En la Viña del Señor, Alfonso López (2024)
- La Gloria de Dios, Javier Cebrero (2024)

Actualmente, el Señor es acompañado por la Agrupación Musical "San Lorenzo Mártir", formación musical propia de la Hermandad, mientras que la Dolorosa es acompañada por la Banda de Música "Santa Cecilia" de Sorbas (Almería)

## Recorrido Oficial
| Predecesor: Santa Cruz | Orden de entrada en el Recorrido Oficial (Jueves Santo) 3.er lugar | Sucesor: Vera+Cruz |